# Джентиле, Марко-Антонио
Марко Антонио Джентиле (итал. Marco Antonio Gentile; Генуя,1723 — Генуя, 1798) — дож Генуэзской республики.

## Биография
Родился в Генуе в 1723 году.
Был избран дожем 8 марта 1781 года, 177-м в истории Генуи. Его избрание сопровождалось недобрыми знамениями: в день выборов разразился сильный шторм, молния ударила в тронный зал, и стена разрушилась, убив двадцать человек, в том числе трех монахинь. Зимой того же года страшный мороз сделал уничтожил почти весь урожай оливковых и цитрусовых рощ в Лигурии, что привело к потере десяти миллионов генуэзских лир.
Тем не менее, дож добился уважения своими инициативами, он обогатил городскую библиотеку, расширил ботанический сад и стал первым дожем. посетившим местный университет. Он также был ярым сторонником более активной внешней политики, основанной на союзе с Австрией и Англией.
Его мандат завершился 8 марта 1783 года. В 1785 году вновь выдвинул свою кандидатуру на выборах дожа, но потерпел поражение. Его противниками были консервативная фракция, которая хотела расширить полномочия дожа, и либералы, намеревавшиеся реформировать республиканскую конституцию, превратив республику в конституционную монархию. В конечном счете победили последние, и их представитель Джан-Карло Паллавичино был избран на герцогский трон. 
Он умер в Генуе в 1798 году бездетным и неженатым, был, вероятно, похоронен в церкви Сан-Сиро.